# Dennis Quintero
Dennys Fabián Quintero Loor (n. Yaguachi, Ecuador; 14 de junio de 1997) es un futbolista ecuatoriano. Juega como defensa y su equipo actual es Mushuc Runa de la Serie A de Ecuador.

## Trayectoria

### Club Fedeguayas
El jugador, que se formó en el club Fedeguayas, donde militó hasta 2011, trotó junto al resto de sus compañeros durante 50 minutos en la cancha principal del complejo ‘millonario’. Durante ese lapso, aprovechó para bromear y familiarizarse con los jugadores a los que hasta hace poco veía como inalcanzables por su jerarquía. Entrenarse junto a ellos fue un sueño cumplido.

### Club Sport Emelec
Quintero llegó en 2012 a las divisiones inferiores del ‘Bombillo’ y en su primera temporada con esa casaquilla, en la sub-16, participó en 14 partidos. En la siguiente temporada jugó en 31 ocasiones y marcó 2 goles. Con 17 años, fue ascendido al equipo de reserva, con el que militó en 2 cotejos y anotó un tanto. Además, participó en 41 encuentros de la sub-18, donde convirtió 5 goles.
Estas destacadas actuaciones le sirvieron para que el cuerpo técnico del ‘Ballet’, encabezado por Gustavo Quinteros, decidiera incluirlo en la nómina de 28 futbolistas que se entrenarán en Argentina. Esteban Dreer, Javier Klimowicz, Fernando Giménez, Marcos Mondaini, Mauro Fernández, Luis Miguel Escalada y Emanuel Herrera se unirán al grupo en Buenos Aires. La finalidad por la que Quintero será parte de la gira de Emelec es porque la Ecuafútbol decidirá recién en la tercera fecha del campeonato 2015 (mediados de febrero) la edad del juvenil en cancha, todo dependerá de si se clasifica o no la selección sub-20 al Mundial de esta categoría, que se disputará a mediados de año en Nueva Zelanda.
El joven zaguero, confirmó que integrará el plantel mayor millonario una vez que el estratega Gustavo Quinteros lo promovió al primer plantel. No se define si este será definitivamente el juvenil para la temporada 2015, ya que el mismo está sujeto a la participación de la selección ecuatoriana sub-20 en el sudamericano que se disputará en Uruguay. En caso de que la ‘MiniTri’ clasifique al mundial de la categoría en Nueva Zelanda, el juvenil se mantendrá en sub-20, caso contrario el juvenil será sub-18 y Quinteros es la primera opción para el DT azul. El futbolista viajará con el plantel eléctrico a realizar la pretemporada con los azules en suelo argentino para que se vaya familiarizando con la exigencia de los trabajos y a sus nuevos compañeros.

## Selección nacional

### Categorías juveniles
Por la experiencia que obtuvo en 2014 fue convocado a la selección de Ecuador sub-17, que participó en el Campeonato Sudamericano Sub-17.
| Torneo                   | Sede    | Resultado    |
| ------------------------ | ------- | ------------ |
| Sudamericano Sub-17 2015 | Ecuador | Cuarto lugar |

## Estadísticas

### Clubes
Actualizado al último partido disputado el 19 de agosto de 2025.
| Club                            | Div.          | Temporada     | Liga  | Liga  | Copas nacionales | Copas nacionales | Copas internacionales | Copas internacionales | Otros | Otros | Total | Total |
| Club                            | Div.          | Temporada     | Part. | Goles | Part.            | Goles            | Part.                 | Goles                 | Part. | Goles | Part. | Goles |
| ------------------------------- | ------------- | ------------- | ----- | ----- | ---------------- | ---------------- | --------------------- | --------------------- | ----- | ----- | ----- | ----- |
| Emelec · Ecuador                | 1.ª           | 2015          | 7     | 0     | —                | —                | —                     | —                     | —     | —     | 7     | 0     |
| Emelec · Ecuador                | 1.ª           | 2016          | 0     | 0     | —                | —                | —                     | —                     | —     | —     | 0     | 0     |
| Emelec · Ecuador                | 1.ª           | 2017          | 0     | 0     | —                | —                | —                     | —                     | —     | —     | 0     | 0     |
| Emelec · Ecuador                | 1.ª           | 2018          | 12    | 0     | —                | —                | —                     | —                     | —     | —     | 12    | 0     |
| Emelec · Ecuador                | Total club    | Total club    | 19    | 0     | 0                | 0                | 0                     | 0                     | 0     | 0     | 19    | 0     |
| Mushuc Runa · Ecuador           | 1.ª           | 2019          | 6     | 1     | —                | —                | —                     | —                     | —     | —     | 6     | 1     |
| Rocafuerte F. C. · Ecuador      | 3.ª           | 2020          | 6     | 1     | —                | —                | —                     | —                     | —     | —     | 6     | 1     |
| Rocafuerte F. C. · Ecuador      | Total club    | Total club    | 6     | 1     | 0                | 0                | 0                     | 0                     | 0     | 0     | 6     | 1     |
| Olmedo · Ecuador                | 1.ª           | 2021          | 26    | 0     | —                | —                | —                     | —                     | —     | —     | 26    | 0     |
| Olmedo · Ecuador                | Total club    | Total club    | 26    | 0     | 0                | 0                | 0                     | 0                     | 0     | 0     | 26    | 0     |
| Gualaceo S. C. · Ecuador        | 1.ª           | 2022          | 4     | 1     | 1                | 0                | —                     | —                     | —     | —     | 5     | 1     |
| Gualaceo S. C. · Ecuador        | Total club    | Total club    | 4     | 1     | 1                | 0                | 0                     | 0                     | 0     | 0     | 5     | 1     |
| Técnico Universitario · Ecuador | 1.ª           | 2022          | 15    | 1     | 0                | 0                | —                     | —                     | —     | —     | 15    | 1     |
| Técnico Universitario · Ecuador | 1.ª           | 2023          | 25    | 0     | 0                | 0                | —                     | —                     | —     | —     | 25    | 0     |
| Técnico Universitario · Ecuador | Total club    | Total club    | 40    | 1     | 0                | 0                | 0                     | 0                     | 0     | 0     | 40    | 1     |
| Mushuc Runa · Ecuador           | 1.ª           | 2024          | 28    | 1     | 5                | 0                | —                     | —                     | —     | —     | 33    | 1     |
| Mushuc Runa · Ecuador           | 1.ª           | 2025          | 21    | 1     | 0                | 0                | 9                     | 0                     | —     | —     | 30    | 1     |
| Mushuc Runa · Ecuador           | Total club    | Total club    | 55    | 3     | 5                | 0                | 9                     | 0                     | 0     | 0     | 69    | 3     |
| Total carrera                   | Total carrera | Total carrera | 150   | 6     | 6                | 0                | 9                     | 0                     | 0     | 0     | 165   | 6     |
| 1. 2.                           |               |               |       |       |                  |                  |                       |                       |       |       |       |       |

## Palmarés

### Campeonatos nacionales
| Título                 | Club         | Año  |
| ---------------------- | ------------ | ---- |
| Campeonato Ecuatoriano | C. S. Emelec | 2013 |
| Campeonato Ecuatoriano | C. S. Emelec | 2014 |
| Campeonato Ecuatoriano | C. S. Emelec | 2015 |
| Campeonato Ecuatoriano | C. S. Emelec | 2017 |

### Distinciones individuales
| Distinción                              | Año  |
| --------------------------------------- | ---- |
| Joven revelación del Torneo de Reservas | 2014 |